# رومسدالسالپانه
رومسدالسالپانه (نروژی: Romsdalsalpane) رشته‌کوهی است که دره رومسدالن در شهرستان موره او رومسدال، نروژ را احاطه کرده است. رشته‌کوه عمدتاً در شهرداری راوما، شهرداری مولدا و شهرداری فیوره قرار دارد. همچنین در قسمت جنوبی رشته‌کوه رومسدالسالپانه پارک ملی راینهیمن قرار دارد. جاده معروف ترولستیگن از روی گردنه‌ای در این رشته‌کوه می‌گذرد.
کوه‌های این رشته‌کوه عبارتند از:
- استوره ونیاتیندن با ارتفاع ۱٬۸۵۲ متر (۶٬۰۷۶ فوت)
- استوره ترولتین با ارتفاع ۱٬۷۸۸ متر (۵٬۸۶۶ فوت)، بالاترین نقطه در امتداد خط الراس ترولوگن
- ترولتیندان با ارتفاع ۱٬۷۴۰ متر (۵٬۷۱۰ فوت)
- رومسدالسهورنه با ارتفاع ۱٬۵۵۰ متر (۵٬۰۹۰ فوت)
- شیرشهتاکه با ارتفاع ۱٬۴۳۹ متر (۴٬۷۲۱ فوت)